# Lourenço Ortigão
Lourenço Osório de Aragão Ortigão Pinto (Lisboa, 9 de Agosto de 1989), mais conhecido como Lourenço Ortigão, é um ator português.

## Biografia
Na representação televisiva, Lourenço Ortigão estreou-se em 2009 na série juvenil Morangos com Açúcar, temporada VII. Seguiu-se, a partir de 2011, a participação no elenco da telenovela Remédio Santo.
A par com a televisão, a estreia no cinema surgiu com Morangos com Açúcar - O Filme, de 2012.
A lista de telenovelas continuou aumentar com Doida por Ti (2012-2014) e Belmonte (2013-2014). Registo para a participação e vitória, em 2014, na segunda edição da competição televisiva de dança Dança com as Estrelas.
Em 2015, Ortigão surge como protagonista da telenovela da TVI, A Única Mulher. Ainda em 2015, foi convidado pela International Academy of Television Arts & Sciences para apresentar uma categoria dos Emmy Internacionais.
Lourenço Ortigão foi capa da edição de setembro de 2015 da revista Men's Health, tendo voltado para uma segunda capa em março de 2021. Foi ainda capa da edição portuguesa da GQ em junho de 2016 e em julho/agosto de 2019.
No ano de 2017, integra o elenco principal de A Herdeira, e participa no filme Perdidos. 
Em 2018, Lourenço Ortigão tornou-se embaixador da Oriflame.
Em 2019, protagonizou a novela Prisioneira. Participou em 2021 na série Até Que a Vida Nos Separe para a RTP, sendo o seu primeiro projeto televisivo fora da TVI. No mesmo ano, gravou a adaptação televisiva da obra de época A Rainha e a Bastarda, a ser emitida pela RTP em 2022.
Lourenço Ortigão foi um dos nomes selecionados para a edição de 2021 do projeto Passaporte, uma iniciativa da Academia Portuguesa de Cinema para promover a internacionalização de atores portugueses.
Em julho de 2021 abandona a TVI e em agosto de 2021, ingressa na SIC, integrando a ficção e entretenimento do canal. O primeiro trabalho do ator para a estação foi O Clube, para a plataforma de streaming OPTO.
Em 2022 protagoniza a novela da SIC Por Ti. No mesmo ano integra o elenco da série da RTP1, Pôr do Sol. Esteve afastado das novelas depois do nascimento do filho, regressando, em 2024, em A Promessa (SIC), no papel do vilão Tomás Fontes Morais.

## Vida Pessoal
Em dezembro de 2016, Ortigão abriu um restaurante, Villa Saboia, no Estoril. Lançou ainda a plataforma digital de receitas "Enjoy Cooking", em parceria com a marca Pescanova.
De 2010 a 2014, namorou com a também atriz Sara Matos, com quem protagonizou Morangos com Açúcar (7.ª Série).
Desde finais de 2017, mantém uma relação com a atriz e modelo luso-britânica Kelly Bailey. O casal tem um filho, Vicente Blue, nascido a 9 de julho de 2023 (1 anos).

## Filmografia

### Televisão
| Ano         | Projeto                                              | Papel                        | Notas                                    | Canal |
| ----------- | ---------------------------------------------------- | ---------------------------- | ---------------------------------------- | ----- |
| 2009 - 2010 | Morangos com Açúcar (7.ª série)                      | Rui Oliveira                 | Protagonista                             | TVI   |
| 2010        | Morangos com Açúcar: Concerto Final                  | Rui Oliveira                 | Protagonista                             | TVI   |
| 2011 - 2012 | Remédio Santo                                        | Miguel Coelho Borges         | Elenco Principal                         | TVI   |
| 2012        | Morangos com Açúcar - O Filme                        | Rui Oliveira                 | Protagonista                             | TVI   |
| 2012 - 2013 | Doida por Ti                                         | Alberto «Beto» Lopes         | Elenco Principal                         | TVI   |
| 2013 - 2014 | Belmonte                                             | Lucas Belmonte               | Co-Protagonista                          | TVI   |
| 2014        | Dança com as Estrelas                                | Ele próprio                  | Concorrente (Vencedor)                   | TVI   |
| 2015 - 2017 | A Única Mulher                                       | Luís Miguel Sacramento       | Protagonista                             | TVI   |
| 2017 - 2018 | A Herdeira                                           | Vicente Villalobos           | Protagonista                             | TVI   |
| 2019        | Juntos em Festa                                      | Ele próprio                  | Apresentador de uma emissão              | TVI   |
| 2019 - 2020 | Prisioneira                                          | Frederico «Fredy» Cruz       | Antagonista (T1) Protagonista (T2)       | TVI   |
| 2020        | Pecado                                               | Filipe                       | Co-Protagonista                          | TVI   |
| 2021        | Até Que a Vida Nos Separe                            | Jorge                        | Elenco Secundário                        | RTP1  |
| 2021        | A Rainha e a Bastarda                                | Mem Rodrigues de Vasconcelos | Participação Especial                    | RTP1  |
| 2021        | O Clube (3.ª temporada)                              | Francisco «Kiko» Gomes       | Antagonista (OPTO)                       | SIC   |
| 2022 - 2023 | Por Ti                                               | Afonso Campos Guerreiro      | Protagonista                             | SIC   |
| 2022        | Estamos em Casa                                      | Ele próprio                  | Apresentador                             | SIC   |
| 2022        | Pôr do Sol (2.ª temporada)                           | Jorge                        | Elenco Principal                         | RTP1  |
| 2022        | XXVI Gala dos Globos de Ouro - Passadeira Vermelha   | Ele próprio                  | Apresentador, ao lado de Sofia Cerveira  | SIC   |
| 2023        | Marco Paulo                                          | António «Toni» Coelho        | Elenco Principal                         | SIC   |
| 2023        | Lúcia, a Guardiã do Segredo                          | Alfredo Neves                | Elenco Principal (OPTO)                  | SIC   |
| 2023        | O Clube (4.ª temporada)                              | Francisco «Kiko» Gomes       | Antagonista (OPTO)                       | SIC   |
| 2023        | Hell's Kitchen - Famosos                             | Ele próprio                  | Concorrente (Vencedor)                   | SIC   |
| 2024        | O Clube (5.ª temporada)                              | Francisco «Kiko» Gomes       | Antagonista (OPTO)                       | SIC   |
| 2024 - 2025 | A Promessa                                           | Tomás Fontes Morais          | Protagonista                             | SIC   |
| 2024        | XXVIII Gala dos Globos de Ouro - Passadeira Vermelha | Ele próprio                  | Apresentador, ao lado de Ricardo Pereira | SIC   |

### Especiais / Outros
| Ano  | Título              | Função                                                                       | Canal    |
| ---- | ------------------- | ---------------------------------------------------------------------------- | -------- |
| 2021 | All Together Now    | Jurado Convidado                                                             | TVI      |
| 2021 | Feliz Natal         | Apresentador, ao lado de Andreia Rodrigues, Cláudia Vieira e Ricardo Pereira | SIC      |
| 2023 | Gala Quinas de Ouro | Apresentador, ao lado de Andreia Matos e Cândido Costa                       | Canal 11 |

### Cinema
| Ano  | Filme                         | Personagem   | Ref.   |
| ---- | ----------------------------- | ------------ | ------ |
| 2012 | Morangos com Açúcar – O Filme | Rui Oliveira | [ 4 ]  |
| 2017 | Perdidos                      | Vasco        | [ 13 ] |

## Discografia
- 2012: Morangos com Açúcar - O Filme: CD